# Kwast (drank)

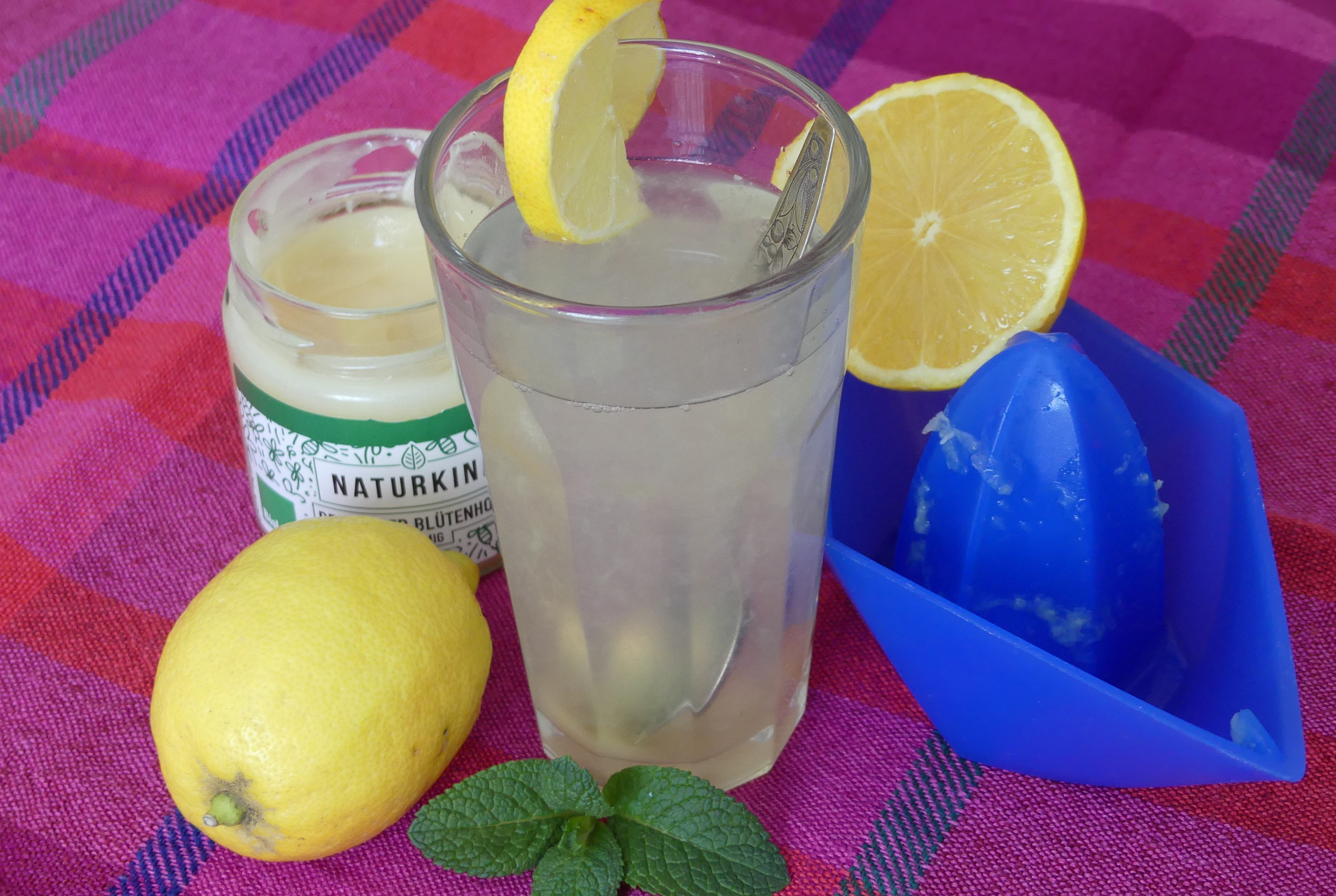
Kwast

Kwast is de Nederlandse benaming voor een warme niet-alcoholische drank die wordt gemaakt met citroensap.
Het sap van een citroen wordt in een hittebestendig glas verdund met kokend water. Voor de smaak wordt de drank gezoet met honing, suiker of kunstmatige zoetstof. Kwast wordt ook wel gemaakt met behulp van citroenlimonadesiroop.
Traditioneel wordt kwast in de herfst of winter als huismiddeltje gedronken bij verkoudheid. Kwast heeft echter geen speciaal genezende werking. De drank bevat wel veel vitamine C, dat ook in zeer veel verse groenten en vruchten aanwezig is. Het inademen van de stoom van hete kwast heeft een symptoomverlichtende werking, bijvoorbeeld bij een verstopte neus of droge keel. Drinken van de warme, ietwat zure drank stimuleert de speekselklieren en slijmvliezen van de neus. Het heeft vaak tot gevolg dat men gaat transpireren en mogelijk geeft het een rustgevend gevoel in het lichaam. 